# Ortskapelle Pranhartsberg
Koordinaten: 48° 35′ 50,2″ N, 15° 58′ 55,8″ O

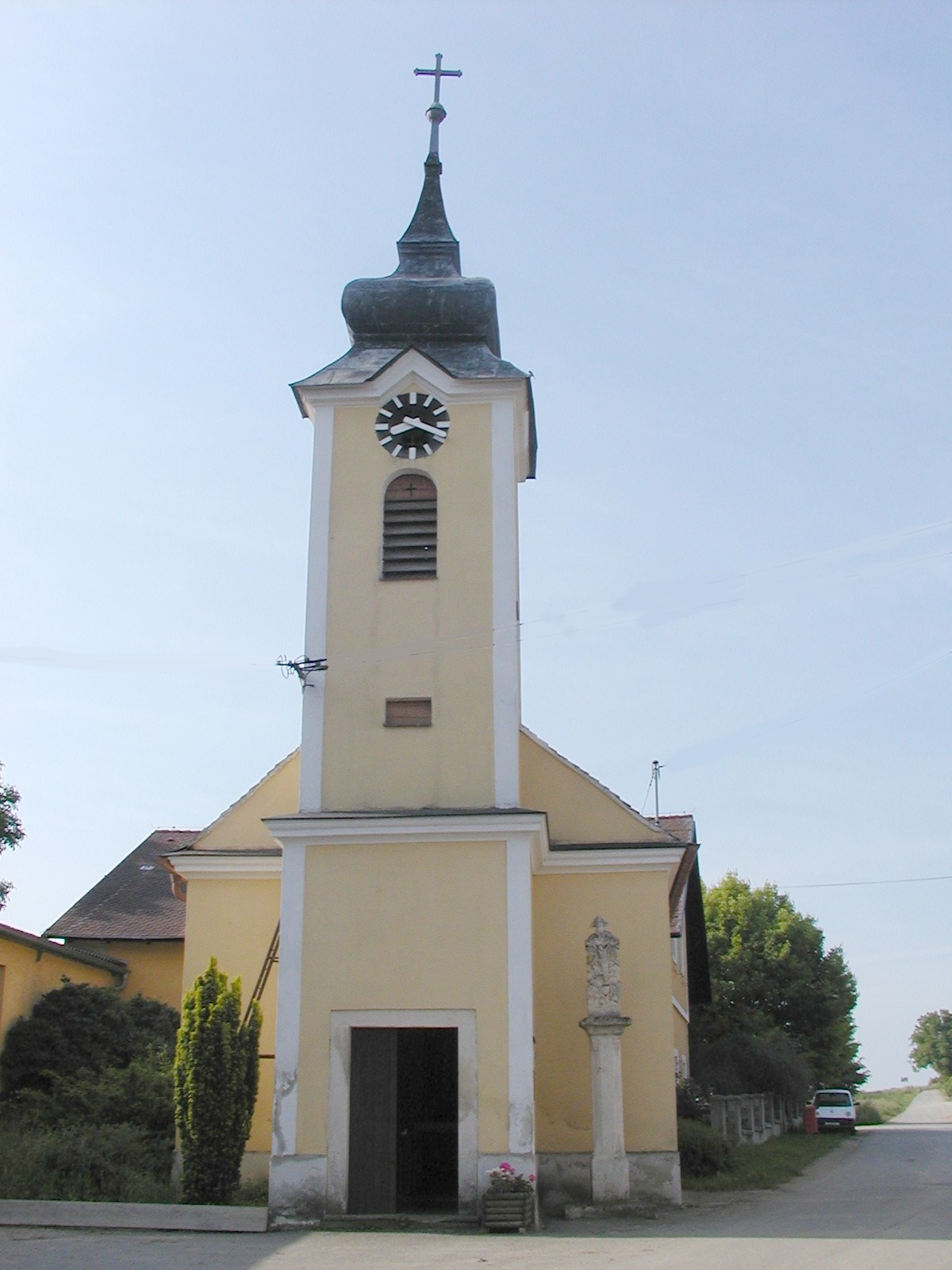
Ortskapelle Pranhartsberg von Norden

Die Ortskapelle Pranhartsberg ist eine nach Süden ausgerichtete und dem heiligen Antonius von Padua geweihte römisch-katholische Kapelle im Dorf Pranhartsberg in der Marktgemeinde Sitzendorf an der Schmida im Bezirk Hollabrunn in Niederösterreich und steht unter Denkmalschutz.

## Geschichte
Der schlichte Saalbau mit nördlich vorgestelltem Turm steht am südlichen Ende der Dorfstraße, wo sich vor 1881 eine aus Holz gebaute Kapelle befunden hatte. Dieser Vorgängerbau ist im Franziszeischen Kataster durch ein Kreuz markiert und durch die gelbe Ausmalung als Holzbau definiert. Über den Zeitpunkt des Kapellenneubaues gibt eine Gedenktafel Aufschluss.
Eine weitere Gedenktafel im Turm erinnert an eine umfangreiche Renovierung der Kapelle, die im Jahre 1903 erfolgt ist.
Eine elektrische Turmuhr, die an der Nordseite des Turmes angebracht ist, wurde 1993 angekauft und 1996 wurde die Kapelle außen renoviert.
Da Pranhartsberg im Pfarrgebiet der Pfarre Sitzendorf liegt, erfolgt die seelsorgerische Betreuung seit jeher von dort aus.

## Baubeschreibung

### Außen
Über einem Sockel erhebt sich der Bau mit Dreiachtelschluss, der von einem abgewalmten Satteldach abgeschlossen wird. Dieses setzt über einem umlaufenden, profilierten Traufgesims an.
Der 17 Meter hohe Turm ist dreizonig gegliedert und mit Putzfaschen an den Fassadenkanten versehen. Der untere Bereich wird durch ein profiliertes Gurtgesims abgeschlossen, das an das Traufgesims des Hauptbaues anschließt. Ein schlichtes Portal an der Stirnseite führt über eine offene Vorhalle in das Innere. Im mittleren Bereich sind rundbogige Schallfenster unter Spitzgiebeln, über denen der geschwungene Helm ansetzt. Dieser wird von einer Turmkugel mit schlichtem Kreuz bekrönt.

### Innen

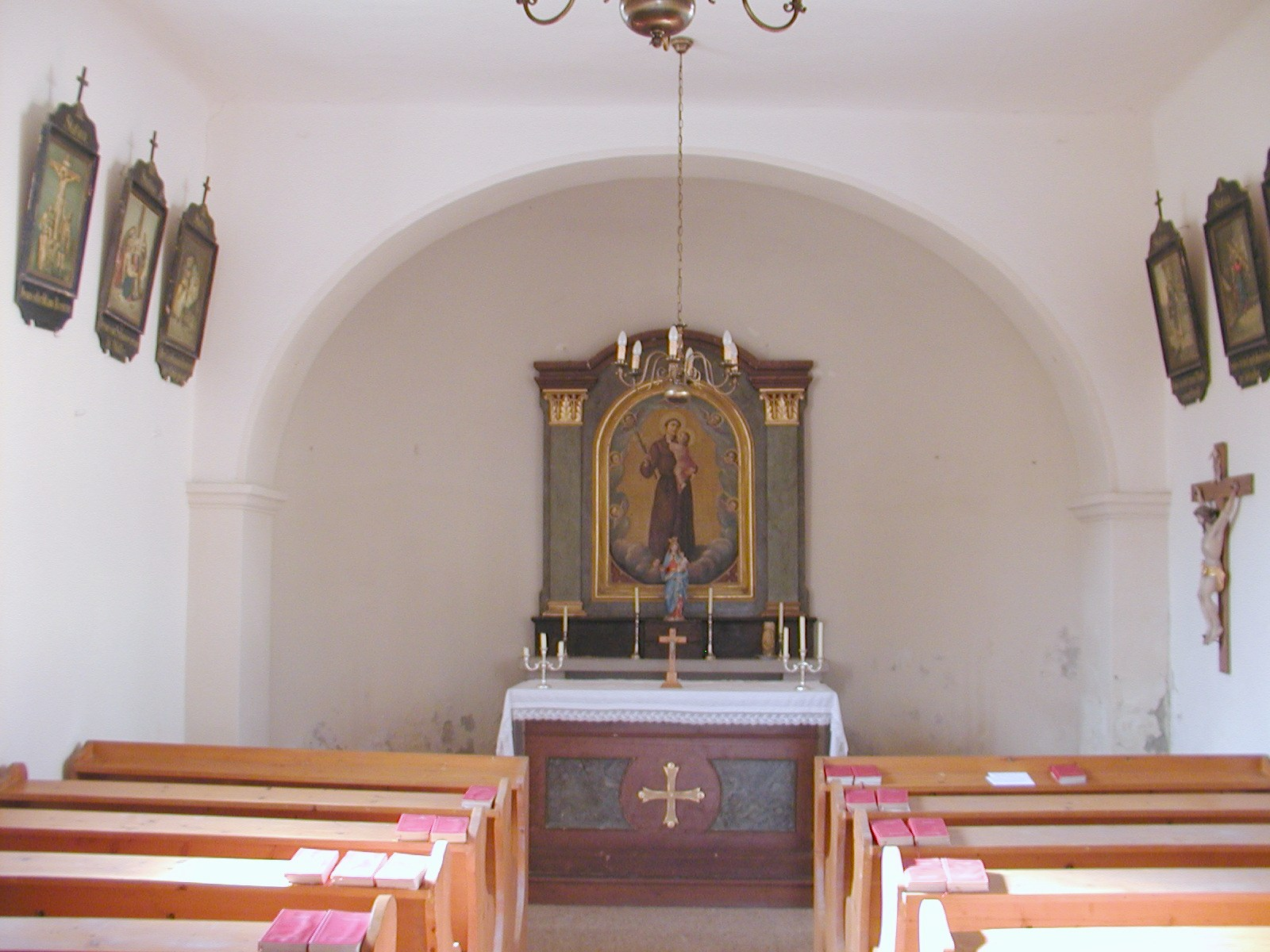
Einblick nach Süden

Der Saalraum ist flach gedeckt und hat zu beiden Seiten je ein Rundbogenfenster. Ein über Mauerpfeilern mit profiliertem Abschluss ansetzender korbbogiger Triumphbogen leitet zur Apis über, die von einer Apsiskalotte abgeschlossen wird.

## Ausstattung

### Altar
Der neobarocke Altar aus der Bauzeit der Kapelle besteht aus einem flachen, marmorierten und von Pilastern flankierten Bildretabel, das den heiligen Antonius von Padua mit dem Jesuskind auf dem Arm zeigt. Davor ist eine Statuette von Maria mit dem Jesuskind.
Der Volksaltar, der vor dem Retabel aufgestellt wurde, ist stilistisch angepasst.

### Weitere Ausstattung

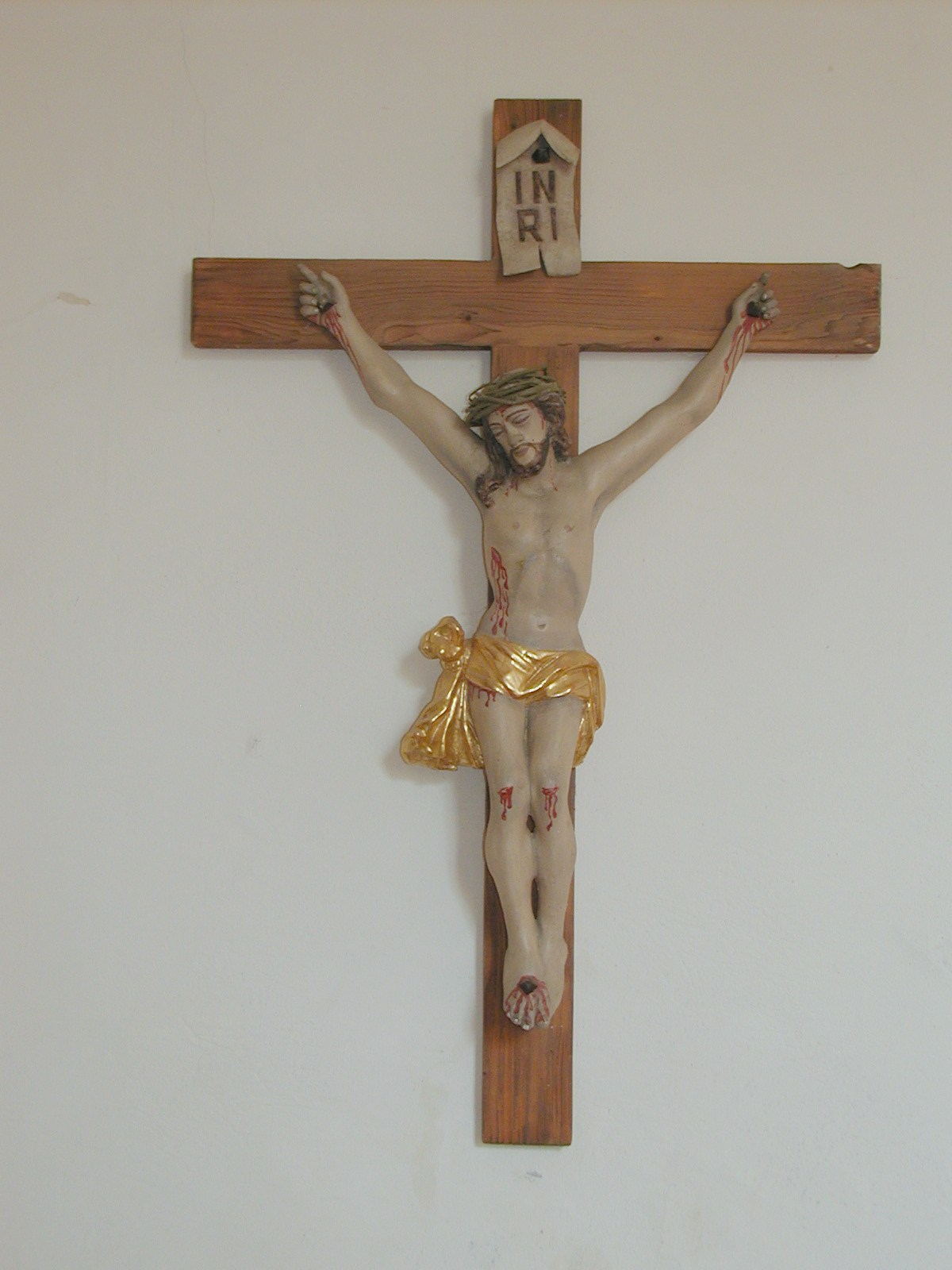
Kruzifix aus dem 20. Jahrhundert

Aus der Bauzeit der Kapelle datieren die neobarocken Kirchenbänke, ebenso wie die Kreuzwegbilder. An der Westwand hängt ein Kruzifix aus dem 20. Jahrhundert.